# Darreh Softeh
Darreh Softeh (persiska: درّه سفته, دَرِّه سِفتِه, دَرِّه سُفتَ, كَلِ سيپتِه) är en ort i Iran.   Den ligger i provinsen Kurdistan, i den nordvästra delen av landet, 400 km väster om huvudstaden Teheran. Darreh Softeh ligger 1 953 meter över havet och antalet invånare är 275.
Terrängen runt Darreh Softeh är huvudsakligen kuperad, men den allra närmaste omgivningen är platt. Terrängen runt Darreh Softeh sluttar norrut.Runt Darreh Softeh är det ganska glesbefolkat, med 28 invånare per kvadratkilometer. Närmaste större samhälle är Golāneh, 11,7 km väster om Darreh Softeh. Trakten runt Darreh Softeh består i huvudsak av gräsmarker.